# Näsgölen (Båraryds socken, Småland)
Näsgölen är en sjö i Gislaveds kommun i Småland och ingår i Nissans huvudavrinningsområde.